# (37945) 1998 HP19
1998 HP19 (asteroide 37945) é um asteroide da cintura principal. Possui uma excentricidade de 0.16547010 e uma inclinação de 11.00712º.
Este asteroide foi descoberto no dia 18 de abril de 1998 por LINEAR em Socorro.